# 黑翅深水三鰭䲁
黑翅深水三鰭䲁（學名：Forsterygion nigripenne），為輻鰭魚綱䲁形目三鰭䲁科深水三鰭䲁屬的一個種，分布於西南太平洋紐西蘭海域，深度0至3公尺，本魚呈圓柱狀，後側扁平，嘴巴向上傾斜，眼眶上具有觸鬚，側線不連續，背鰭3個，第一背鰭棘高，常與第二背鰭等高，後鰭棘較前鰭棘長，背鰭硬棘24-27枚、背鰭軟條11-13枚、臀鰭硬棘2枚、臀鰭軟條24-26枚，體長可達9公分，棲息在河口及河川下游有岩石及樹木遮蔽的水域，雌魚產附著性卵在藻類築的巢，雄魚會守護卵，幼魚為浮游性，生活習性不明。